# Remco Evenepoel
Remco Evenepoel (* 25. Januar 2000 in Aalst) ist ein belgischer Radrennfahrer. Seine bisher größten Erfolge sind der Gesamtsieg der Vuelta a España 2022, der Weltmeistertitel im Straßenrennen 2022, die Olympiasiege im Einzelzeitfahren und im Straßenrennen 2024 in Paris sowie die Siege beim Monument des Radsports Lüttich–Bastogne–Lüttich 2022 und 2023.

## Sportliche Laufbahn

### Frühe Jahre als Fußballer
Remco Evenepoel kam am 25. Januar 2000 als Sohn des ehemaligen Radsportlers Patrick Evenepoel auf die Welt. Sein Vater fuhr zwischen 1992 und 1994 für die Collstrop-Mannschaft und gewann im Jahr 1993 den Grand Prix de Wallonie. Bereits mit fünf Jahren wurde Remco Evenepoel Mitglied beim RSC Anderlecht. Nachdem er anfangs als Torwart gespielt hatte, wurde er von seinem ersten Trainer als Mittelfeldspieler eingesetzt. Im Alter von elf Jahren wechselte er als defensiver Mittelfeldspieler zum PSV Eindhoven, wobei ihn sein Vater fast täglich mit dem Auto vom mehr als 100 Kilometer entfernten Brüssel zum Training brachte. Aufgrund der großen Strapazen kehrte Remco Evenepoel mit 14 Jahren jedoch zum RSC Anderlecht zurück. Weiters absolvierte er in den Jahren 2014 und 2015 vier Spiele für die belgische U15-Nationalmannschaft, ehe er 2015 und 2016 auch fünf Spiele für die nationale U16-Auswahl bestritt. Im Alter von 16 Jahren musste Remco Evenepoel den RSC Anderlecht verlassen, da er aufgrund von mangelnder Schnelligkeit aus dem Kader genommen wurde. Obwohl er kurz darauf zum KV Mechelen wechselte, wo ihm ein Profi-Vertrag in Aussicht gestellt wurde, beschloss er seine Fußball-Karriere im Alter von 17 Jahren zu beenden.
Frühe Weggefährten berichteten später, das Remco Evenepoels Stärken mehr in den taktischen als technischen Aspekten des Fußballs lagen. Zudem nahm er auf dem Platz mit seiner „positiven Energie“ eine Art Kapitänsrolle ein. Weiters überzeugte er bereits damals mit seiner physischen Leistungsfähigkeit und versuchte sich laut seinen Trainern ständig weiterzuentwickeln. Im Alter von 16 Jahren ging Remco Evenepoel beim Halbmarathon von Brüssel an den Start, den er auf dem 13. Platz beendete. Obwohl er laut seinem Trainer Stéphane Stassin am Tag zuvor ein Fußballspiel für den RSC Anderlecht bestritten hatte, absolvierte er die 21 Kilometer in einer Zeit von einer Stunde und 16 Minuten, was einem Kilometerschnitt von 3 Minuten und 38 Sekunden entspricht.

### Wechsel in den Radsport

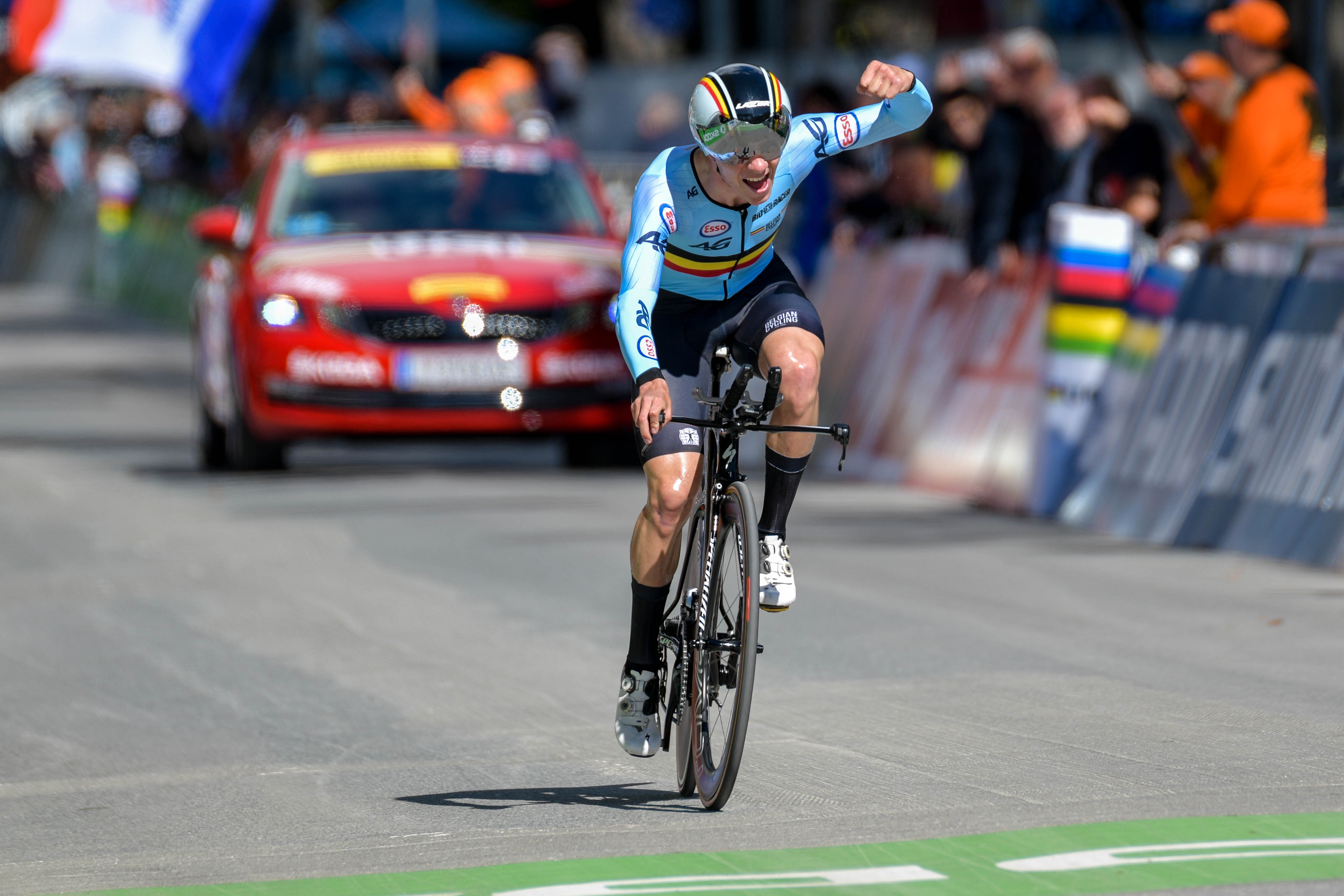
Remco Evenepoel gewinnt das Zeitfahren der Straßenradsport-Weltmeisterschaften in Innsbruck

Im Jahr 2017 nahm Remco Evenepoel Kontakt zu dem dreifachen belgischen Marathonmeister Fred Vandervennet auf, den er bereits seit seiner Kindheit kannte. Dieser begann ihn nun ohne das Wissen seiner Eltern im Radsport zu trainieren, wobei Remco anfangs das alte Rad seines Vaters nutzte. Fred Vandervennet erkannte bereits früh das Talent des 17-Jährigen und berichtete dies später seinem Vater. Dieser stellte wenig später den Kontakt zu Patrick Verschueren her, der damals das Forte Young Junior Team leitete. Sein erstes Rennen bestritt Remco Evenepoel am 2. April 2017, ehe er bereits am 1. Juli 2017 beim Junioren-Rennen Bollebeek-Asse als Sieger über den Zielstrich fuhr. Eine Woche später war er zum ersten Mal im Ausland erfolgreich, als er die dritte Etappe der Bizkaiko Itzulia als Solist mit einem größeren Vorsprung gewann. In der Gesamtwertung musste er sich nach vier Renntagen jedoch dem Iren Ben Healy geschlagen geben. Bei Aubel-Thimister-Stavelot konnte er ebenfalls einen Abschnitt und die Punktewertung gewinnen, ehe er bei vier Eintagesrennen in Folge triumphierte und von der belgischen Nationalmannschaft für die Straßenradsport-Weltmeisterschaften von Bergen nominiert wurde. Aufgrund von mangelnder Erfahrung stand er jedoch nicht am Start des Einzelzeitfahrens und gab das Straßenrennen nach drei Stürzen auf.

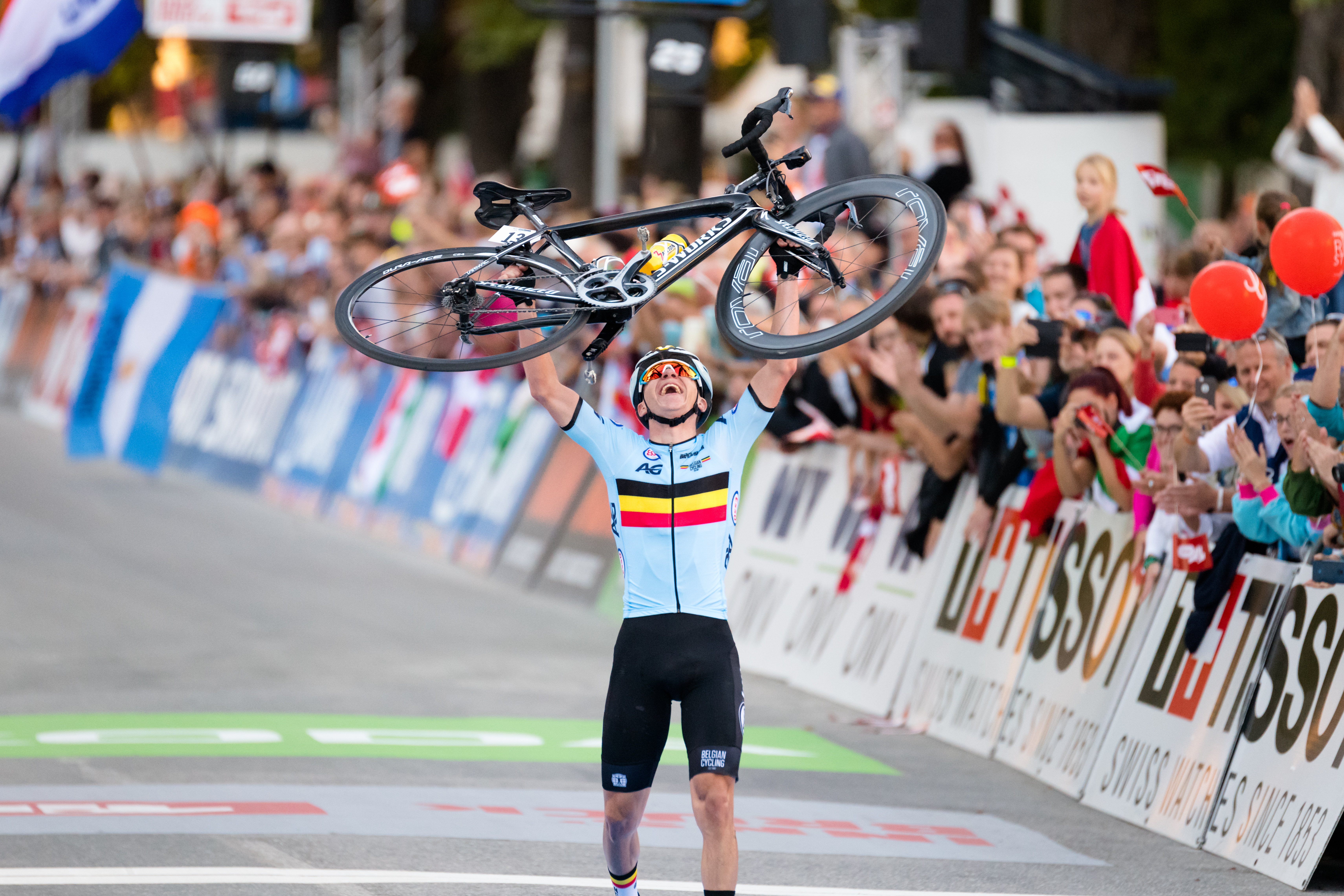
Wenige Tage später setzt er sich auch im Straßenrennen durch und krönt sich zum Doppelweltmeister der Junioren

In seinem zweiten Juniorenjahr entwickelte sich Remco Evenepoel rasch zum Dominator. Sein erstes Saisonrennen, die Junioren Austragung von Kuurne–Brüssel–Kuurne, gewann er nach einer Flucht von rund 60 Kilometern, womit er die Hälfte der Renndistanz als Solist zurücklegte. Nachdem er sich den belgischen Zeitfahrtitel der Junioren gesichert hatte, setzte er sich in der Gesamtwertung des Course de la Paix Juniors durch, wobei er auch alle Sonderwertungen für sich entschied. Kurz darauf gewann er auch die Trophée Centre Morbihan und wurde im Mai auch nationaler Juniorenmeister im Straßenrennen, nachdem er sich rund 80 Kilometer vor dem Ziel als Solist abgesetzt hatte. Beim Grand Prix Général Patton gewann er beide Etappen und sicherte sich die Punkte- und Bergwertung, ehe er als großer Favorit zu den Junioren-Straßenradsport-Europameisterschaften im tschechischen Brünn reiste. Nachdem er sich den Titel im Einzelzeitfahren vor seinem Landsmann Ilan Van Wilder gesichert hatte, triumphierte er auch im Straßenrennen, wobei er das Ziel nach einem Solo von fast 100 Kilometern mit einem Vorsprung von fast zehn Minuten erreichte. In Vorbereitung auf die Straßenradsport-Weltmeisterschaften bestritt Remco Evenepoel die Etappenrennen Aubel-Thimister-Stavelot und Giro della Lunigiana, die er beide gewann. Bei den Weltmeisterschaften im österreichischen Innsbruck gewann er das 27,7 Kilometer lange Zeitfahren mit einem Vorsprung von rund eineinhalb Minuten vor dem Australier Lucas Plapp. Im Straßenrennen kam Remco Evenepoel in der frühen Rennphase zu Sturz und lag zwischenzeitlich rund zwei Minuten hinter der Spitzengruppe. Noch bevor der abschließende Rundkurs erreicht worden war, hatte er die Lücke jedoch wieder schließen können und griff kurz darauf rund 20 Kilometer vor dem Ziel im Anstieg der vorletzten Runde an. Er setzte sich rasch als Solist ab und gewann das Rennen schlussendlich mit einem Vorsprung von eineinhalb Minuten vor dem Deutschen Marius Mayrhofer. Sein letztes Rennen in der Junioren-Klasse bestritt er beim Einzelzeitfahren der Chrono des Nations, das er mit einem Vorsprung von mehr als einer Minute gewann.

### 2019: Profi-Vertrag bei Quick-Step

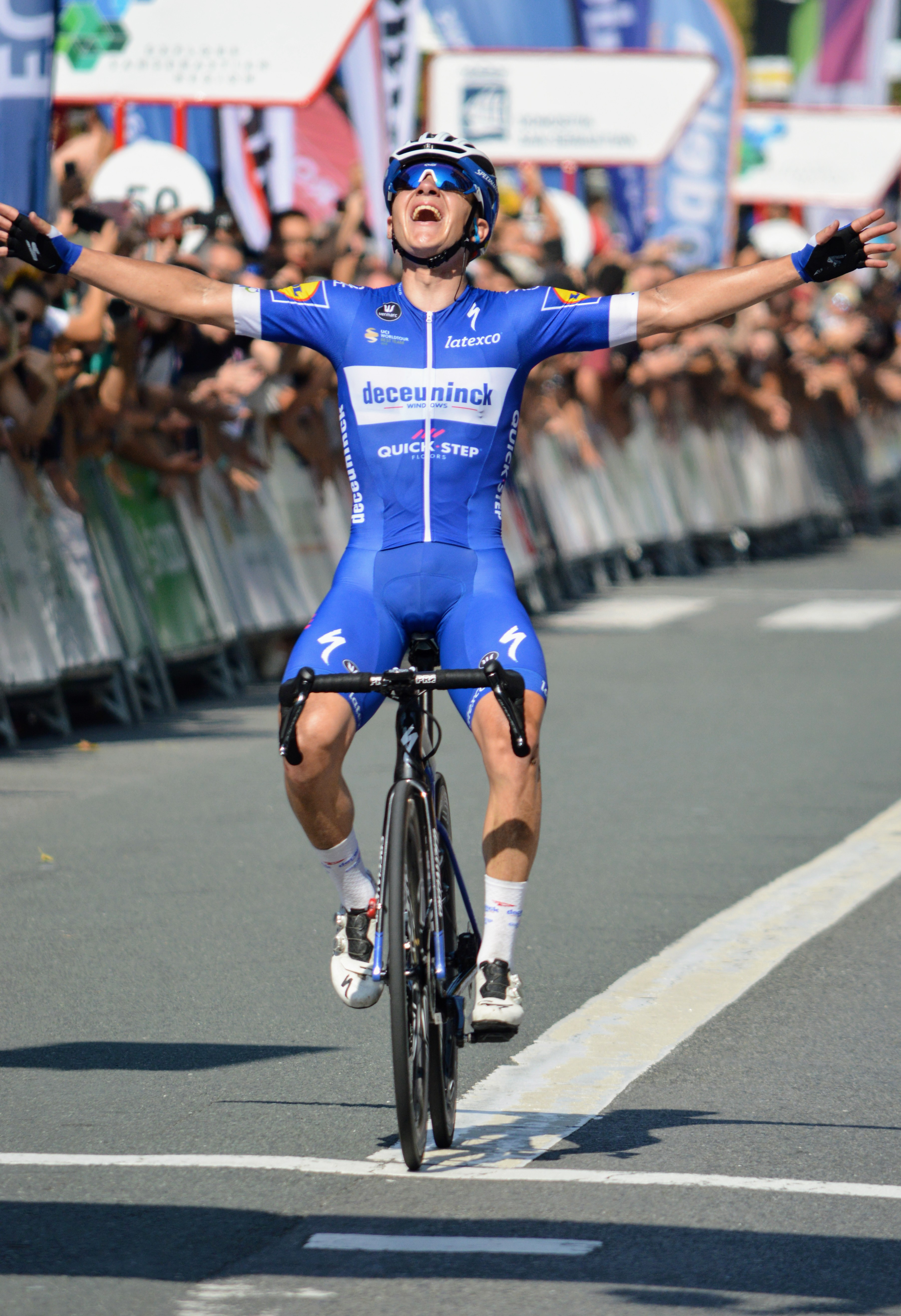
In seiner ersten Saison als Profi gewinnt Remco Evenepoel im Alter von 19 Jahren die Clásica San Sebastián

Bereits in seiner ersten Saison, als er für das Forte Young Cycling Team an den Start ging, unterschrieb Remco Evenepoel einen Vertrag bei der von Axel Merckx geführten Axeon-Hagens-Berman-Mannschaft, für die er ab der Saison 2019 als U23-Fahrer an den Start gehen sollte. Im Anschluss sollte er nach einem weiteren Jahr mit der Saison 2020 zum belgischen UCI WorldTeam Deceuninck-Quick-Step wechseln. Nach seinen sensationellen Leistungen im Jahr 2018 wurden jedoch auch andere UCI WorldTeams auf den jungen Belgier aufmerksam, wobei er ein Angebot vom Team Sky erhielt, das in den vorangegangenen Jahren mit Chris Froome die Tour de France dominiert hatte und als tonangebende Mannschaft bei den großen Landesrundfahrten galt. Um den talentierten Belgier nicht an eine andere Mannschaft zu verlieren, erhielt Remco Evenepoel bereits ab dem Jahr 2019 einen Zweijahresvertrag bei dem Deceuninck-Quick-Step Team. Bei der Vertragsunterzeichnung am 18. Juli 2018 war Evenepoel erst 18 Jahre alt.
In seiner ersten Saison als Profi bestritt Remco Evenepoel 57 Renntage, wobei er weder bei den Grand Tours noch bei den Monumenten des Radsports an den Start ging und nur sporadisch bei den Rennen der UCI WorldTour fuhr. Seinen ersten Erfolg feierte er bei seinem Profi-Debüt, als er als Gesamtneunter die Nachwuchswertung der Vuelta a San Juan für sich entschied. Nachdem er die UAE Tour aufgrund eines Sturzes aufgeben musste, wurde er Gesamtvierter der Türkei-Rundfahrt und absolvierte im Anschluss die Tour de Romandie. Sein erster Sieg als Berufsradfahrer folgte am 13. Juni, als er den zweiten Abschnitt der Belgien-Rundfahrt gewann, nachdem er sich rund zwölf Kilometer vor dem Ziel gemeinsam mit seinem Landsmann Victor Campenaerts von der Spitzengruppe abgesetzt hatte. Dieser stürzte in einer Linkskurve rund sechs Kilometer vor dem Ziel, nachdem er nur mit großen Schwierigkeiten das Hinterrad von Evenepoel hatte halten können. Mit dem Etappensieg übernahm Remco Evenepoel zugleich die Gesamtführung, die er auf den nachfolgenden Abschnitten nicht mehr abgeben sollte und so im Alter von 19 Jahren seine erste Landesrundfahrt der HC-Kategorie gewann. Im Anschluss wurde Evenepoel Dritter der belgischen Zeitfahrmeisterschaften und gewann eine Etappe des Adriatica Ionica Race. Im August folgte bei der Clásica San Sebastián seine erste Teilnahme bei einem großen Eintagesrennen der UCI WorldTour, wobei er ursprünglich als Helfer für den Vorjahressieger Julian Alaphilippe vorgesehen war. Nach getaner Arbeit wurde Remco Evenepoel bereits am vorletzten Anstieg distanziert, ehe er wenig später noch einmal zum Hauptfeld aufschloss und in einem Flachstück gemeinsam mit dem Letten Toms Skujiņš rund 20 Kilometer vor dem Ziel in die Offensive ging. In der abschließenden Steigung distanzierte er seinen Fluchtgefährten und gewann das Rennen als Solist mit einem Vorsprung mehr als einer halben Minute. Am Ende der Saison wurde Remco Evenepoel Europameister im Einzelzeitfahren, ehe er sich bei den Weltmeisterschaften in Harrogate nur dem Australier Rohan Dennis geschlagen geben musste. Aufgrund seiner Leistungen erhielt er eine Vertragsverlängerung bis ins Jahr 2023, wobei er als Gesamtklassement-Fahrer für die Grand Tours aufgebaut werden sollte.

### 2020: Sturz bei der Lombardei-Rundfahrt
Im Jahr 2020 plante Remco Evenepoel sein Grand-Tour-Debüt beim Giro d’Italia, wobei er zu Saisonbeginn erneut bei der Vuelta a San Juan an den Start ging. Er gewann das Einzelzeitfahren der 3. Etappe vor dem Italiener Filippo Ganna und sicherte sich zugleich die Gesamtführung, die er bis zum Ende der Rundfahrt nicht mehr abgeben sollte. Wenige Wochen später ging er bei der Algarve-Rundfahrt an den Start, wo er die Bergankunft auf der Alto de Foia für sich entschied und im abschließenden Zeitfahren den amtierenden Weltmeister Rohan Dennis hinter sich ließ. Mit zwei Etappensiegen gewann er so auch die zweite Rundfahrt seiner Saison. Als wichtiger Helfer des Belgiers fungierte damals der ein Jahr ältere Portugiese João Almeida, der von der Axeon-Hagens-Berman-Mannschaft zum Deceuninck-Quick-Step Team gewechselt war. Im Anschluss folgte aufgrund der COVID-19-Pandemie eine längere Rennpause, die zur Absage und Verschiebung zahlreicher Rennen führte. Im Juli kehrte Remco Evenepoel gemeinsam mit João Almeida im Rahmen der Burgos-Rundfahrt ins Renngeschehen zurück, wobei sich die beiden auf der windigen ersten Etappe kurzzeitig vom Peloton absetzen konnten. Zwei Tage später triumphierte Remco Evenepoel bei der Bergankunft auf der Picon Blanco uns legte somit den Grundstein für seinen dritten Rundfahrtensieg im Jahr 2020. Wenige Tage später folgte die Teilnahme an der Polen-Rundfahrt, die als Etappenrennen der UCI WorldTour Teil der höchsten Rennserie im Straßenradsport war. Auf der hügligen vierten Etappe griff Evenepoel bereits rund 50 Kilometer vor dem Ziel an und erreichte das Ziel als Solist mit einem Vorsprung von fast zwei Minuten, womit er seinen nächsten Gesamtsieg fixierte. Nur eine Woche später nahm der 20-jährige Belgier mit der Lombardei-Rundfahrt erstmals an einem Monument des Radsports teil, wobei er aufgrund seiner zuvor gezeigten Leistungen als Mitfavorit galt. Nach dem entscheidenden Anstieg der Muro di Sormano befand sich Evenepoel rund 50 Kilometer vor dem Ziel in der sechs Fahrer umfassenden Spitzengruppe, ehe er sich in der anschließenden Abfahrt versteuerte und rund neun Meter in die Tiefe stürzte. Der Sturz ereignete sich bei einer schmalen Brücke kurz vor der Ortschaft Erno, wobei Remco Evenepoel nach einer Linkskurve über die Absperrung geschleudert wurde. Er zog sich einen Beckenbruch und eine Lungenprellung zu, womit seine Saison frühzeitig beendet war. Für eine Untersuchung durch die CADF sorgte eine Handlung des sportlichen Leiters Davide Bramati, der dabei gefilmt wurde, als er ein weißes Fläschchen aus Evenepoels Trikot herausnahm, bevor dieser mit dem Krankenwagen abtransportiert wurde. Wegen fehlender Anhaltspunkte über ein mögliches Dopingvergehen wurden die Ermittlungen jedoch im Oktober eingestellt.

### 2021: Grand Tour-Debüt beim Giro d’Italia

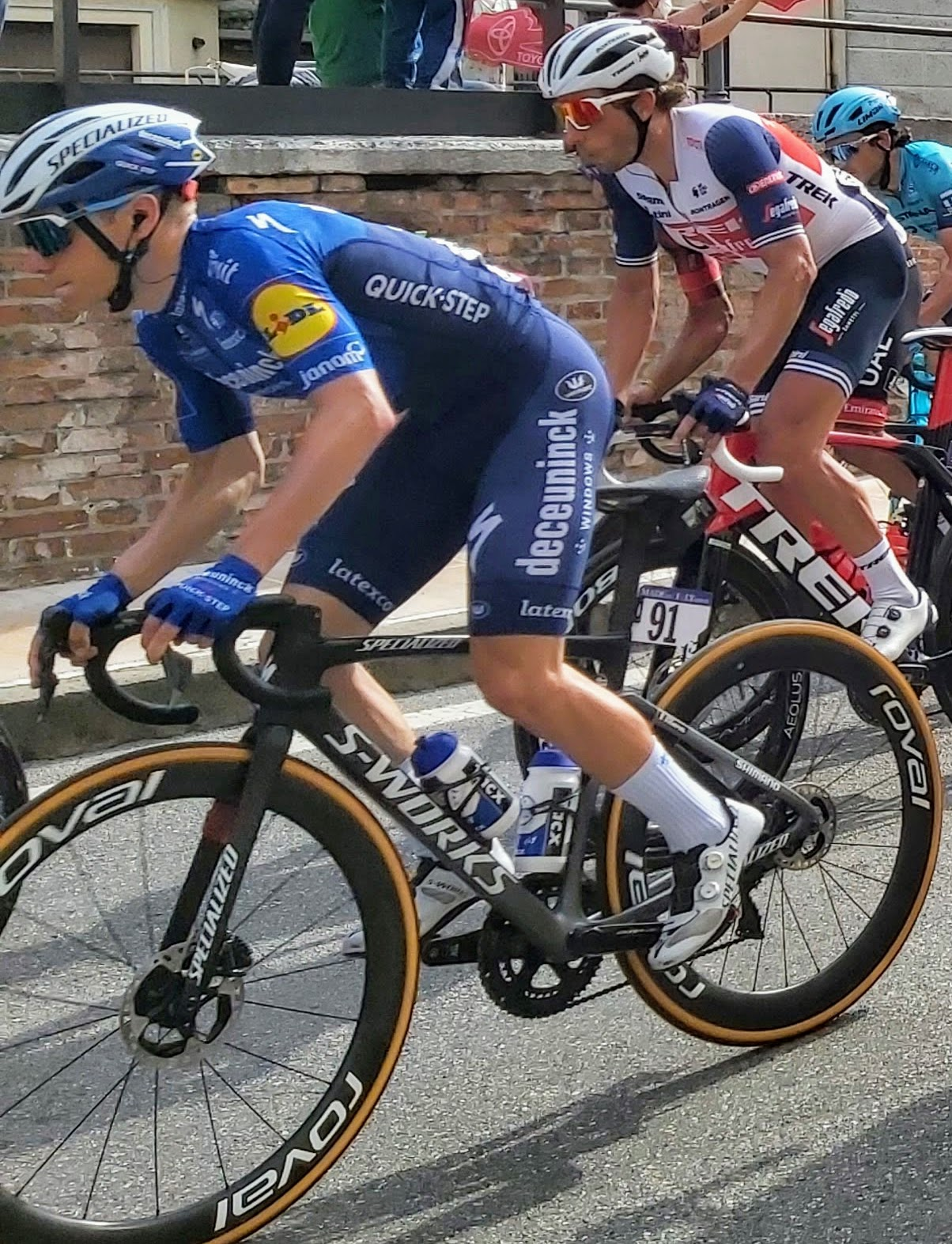
Beim Giro d’Italia 2021 gibt Evenepoel sein Grand Tour Debüt

Nach seiner Genesung begann Remco Evenepoel bereits Ende November mit dem Training, ehe er auf ärztliche Empfehlung eine weitere Zwangspause einlegen musste. Da die Verheilung des Beckenbruchs langsamer fortschritt als gedacht, kehrte er erst im Februar des Jahres 2021 in den Trainingsalltag zurück. Im März gab er bekannt, den Giro d’Italia Anfang Mai als erstes Saison-Rennen zu bestreiten und die Ardennen-Klassiker auszulassen, um sich bestmöglich auf seine erste Grand Tour vorzubereiten. Bei der Italien-Rundfahrt ging Remco Evenepoel als Kapitän an den Start, wobei João Almeida als Co-Leader und Edelhelfer fungieren sollte. Der Portugiese hatte im Vorjahr in Abwesenheit seines Teamkollegen mit dem vierten Gesamtrang aufgezeigt und über mehrere Tage die Maglia Rosa getragen. Im Auftaktzeitfahren von Turin belegte Remco Evenepoel den siebten Rang und setzte somit ein erstes Ausrufezeichen. Während João Almeida auf der hügligen 4. Etappe wertvolle Zeit einbüßte, hielt sich Evenepoel zunächst schadlos und rückte nach der ersten Bergankunft auf dem 6. Abschnitt auf den zweiten Gesamtrang vor. Stellvertretend für den gesamtführenden Attila Valter trug er das Weiße Trikot, ehe er am Ende der ersten Woche einem Antritt von Egan Bernal nicht folgen konnte, seine zweite Position jedoch verteidigte. Einen Tag vor dem Ruhetag sprinteten die beiden auf einer großteils flachen Etappe um Zeitbonifikationen, wodurch Egan Bernal mit einem Vorsprung von 14 Sekunden in den ersten Ruhetag ging. Auf den nachfolgenden Etappen konnte Remco Evenepoel den anderen Gesamtklassement-Fahrern auf den Schotterabschnitten der Toskana und im Anstieg des Monte Zoncolan nicht folgen und rutschte auf den achten Gesamtrang ab, wobei sein Rückstand auf fast vier Minuten angewachsen war. João Almeida stellte sich weiterhin in die Dienste seines Kapitäns, wobei er sich zunehmend als stärkerer Fahrer erwies und seinen Unmut ausdrückte. Auf der aufgrund des Wetters verkürzten Königsetappe durch die Dolomiten büßte Remco Evenepoel mehr als zwanzig Minuten ein und fiel in der Gesamtwertung weit zurück. Nachdem er auf der nachfolgenden 17. Etappe zu Sturz gekommen war, gab er die Rundfahrt wenige Tage vor deren Ende auf.

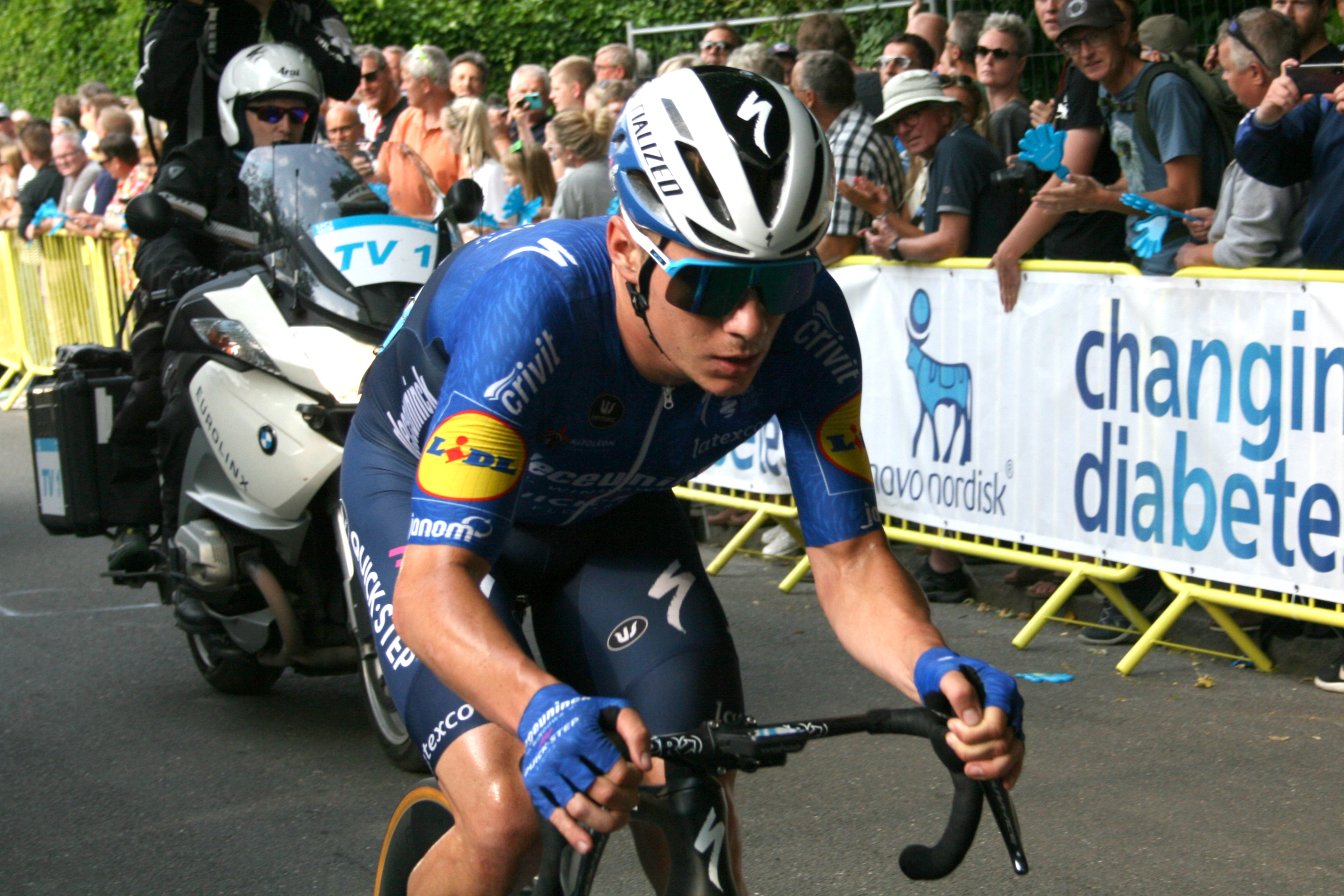
Remco Evenepoel gewinnt die Dänemark-Rundfahrt 2021

In Vorbereitung auf die Olympischen Spiele von Tokio bestritt Remco Evenepoel zunächst die Belgien-Rundfahrt, bei der er sich nach seinem ersten Saisonsieg im Einzelzeitfahren auch die Gesamtwertung sicherte. Im Anschluss fuhr er bei den belgischen Meisterschaften und wurde Zweiter des Zeitfahrens und Dritter des Straßenrennens. Nachdem er bei den Olympischen Spielen hinter seinen Erwartungen zurückgeblieben war, sicherte er sich die Dänemark-Rundfahrt mit zwei Etappensiegen und setzte sich auch bei den belgischen Eintagesrennen Druivenkoers und Brussels Cycling Classic durch. Bei beiden Rennen erreichte er das Ziel als Solist, wobei er sich bei ersterem bereits mehr als 60 Kilometer vor dem Ziel absetzte. Gegen Ende der Saison ging Remco Evenepoel für die belgische Nationalmannschaft bei den Straßenradsport-Europa- und Weltmeisterschaften an den Start. Bei den Europameisterschaften im italienischen Trient belegte er den dritten Rang im Zeitfahren, ehe er sich im Straßenrennen nur dem Italiener Sonny Colbrelli geschlagen geben musste, mit dem er sich in der Schlussphase des Rennens abgesetzt hatte. Auch bei den Weltmeisterschaften in seiner Heimat wurde er Dritter des Einzelzeitfahrens, wobei er sich diesmal dem Titelverteidiger Filippo Ganna und seinem Landsmann Wout van Aert geschlagen geben musste. Nachdem er aufgrund seiner Fahrweise immer wieder von den belgischen Medien kritisiert worden war, stellte er sich im großteils flachen Straßenrennen in die Dienste seiner Teamkollegen und erreichte das Ziel auf dem 62. Rang. Bei den italienischen Herbstklassikern gewann Evenepoel die Coppa Bernocchi, ehe er zur Lombardei-Rundfahrt zurückkehrte und den 19. Platz belegte.

### 2022: Sieg bei der Vuelta a España und Weltmeister im Straßenrennen

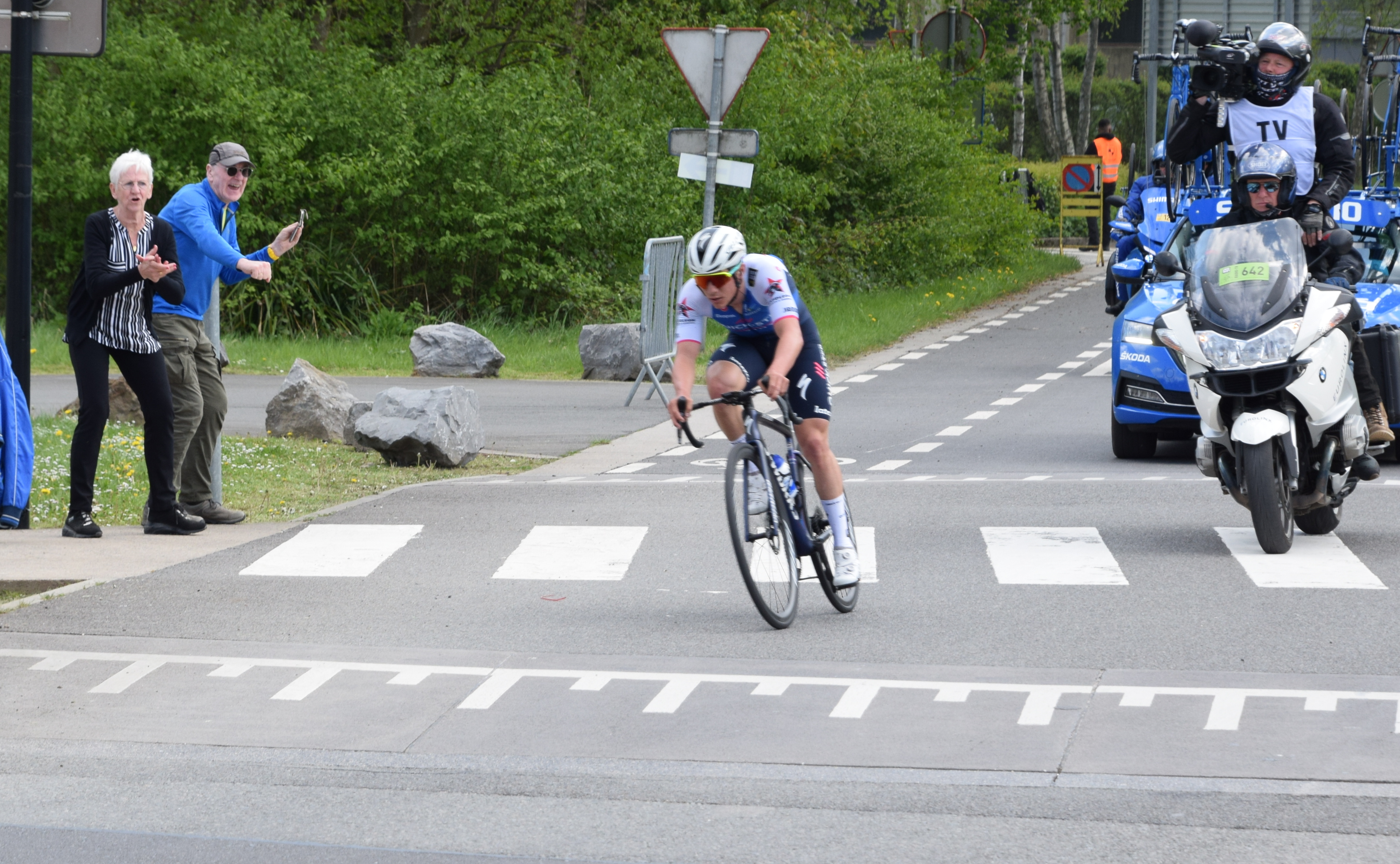
Remco Evenepoel gewinnt mit Lüttich–Bastogne–Lüttich erstmals ein Monument des Radsports

Im Jahr 2022 startete Remco Evenepoel mit einem Etappensieg bei der Valencia-Rundfahrt in die Saison. Er führte die Gesamtwertung für zwei Tage an, musste sich schlussendlich jedoch dem Russen Alexander Wlassow geschlagen geben. Bei der anschließenden Algarve-Rundfahrt gewann er das rund 30 Kilometer lange Zeitfahren mit einem Vorsprung von fast einer Minute und legte somit den Grundstein für seinen zweiten Gesamtsieg bei der portugiesischen Rundfahrt. Weiters ging er im Frühjahr bei Tirreno–Adriatico an den Start, wo er als größter Herausforderer der beiden Tour-de-France-Sieger Tadej Pogačar und Jonas Vingegaard galt. Vor der Königsetappe, die zweimal über den Monte Carpegna führte, lag er auf dem zweiten Gesamtrang, ehe er viel Zeit verlor und auf den elften Platz abrutschte. Im Anschluss ging Evenepoel bei den Ardennen-Klassikern an den Start, wobei er nach dem Pfeil von Brabant und Flèche Wallonne als Helfer von Julian Alaphilippe bei Lüttich–Bastogne–Lüttich vorgesehen war. Der Franzose wurde jedoch in einen Massensturz verwickelt und musste das Rennen verletzungsbedingt aufgeben, ehe Remco Evenepoel rund 30 Kilometer vor dem Ziel im Anstieg der Côte de la Redoute antrat und als Solist zu den Ausreißern aufschloss. Mit Bruno Armirail distanzierte er seinen letzten Begleiter im Anstieg der Côte de la Roche aux Faucons und feierte so im Alter von 22 Jahren seinen ersten Sieg bei einem Monument des Radsports.

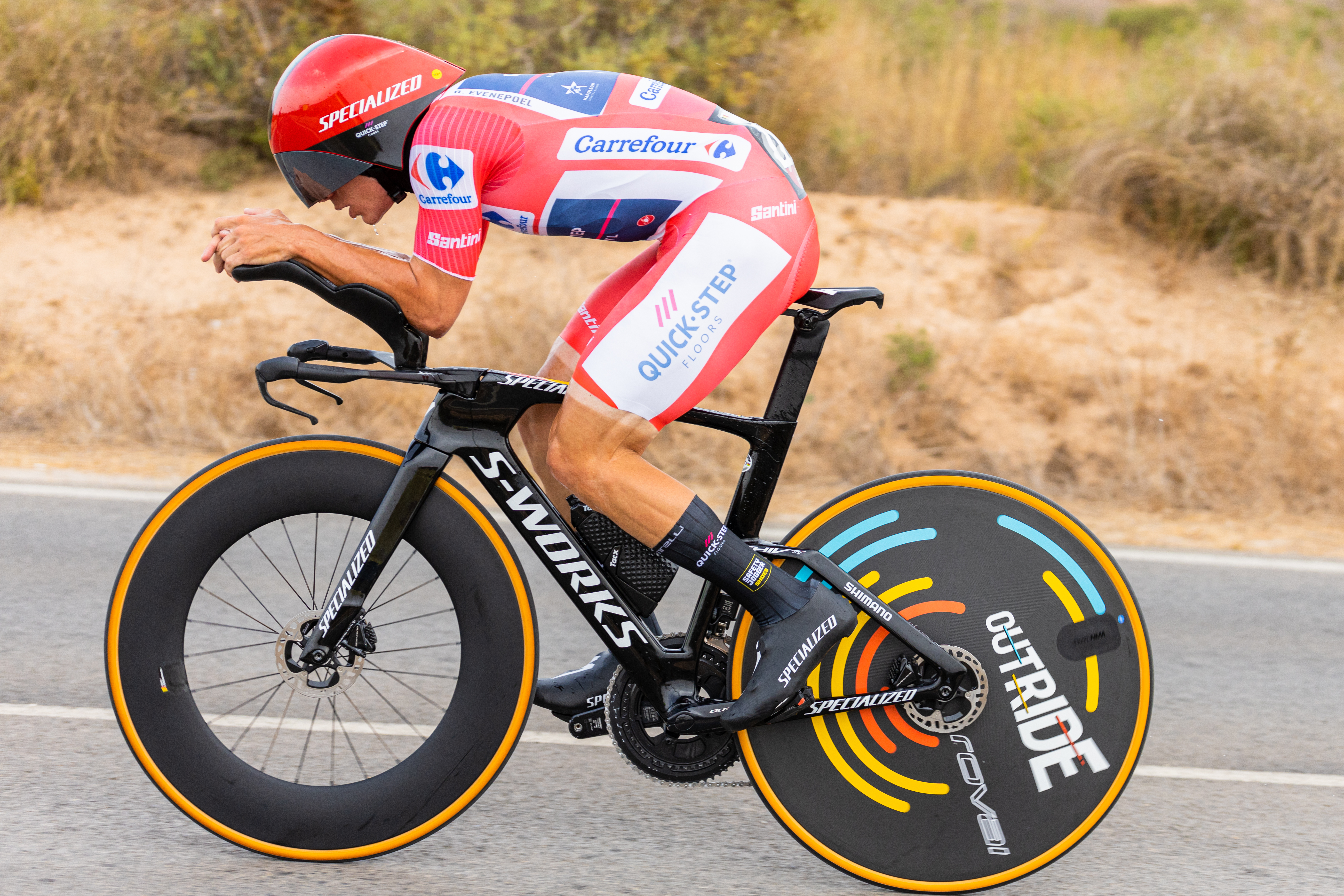
Bei der Vuelta a España 2022 sichert sich Remco Evenepoel seinen ersten Grand-Tour-Gesamtsieg

Nach einer längeren Rennpause bereitete sich der Belgier bei der Tour of Norway auf die Vuelta a España vor und sicherte sich neben der Gesamtwertung drei Etappensiege. Bei der Tour de Suisse gewann er das Abschlusszeitfahren vor dem früheren Tour-de-France-Sieger Geraint Thomas, wobei er nur den elften Gesamtrang belegte. Nach seinem ersten nationalen Titel im Zeitfahren triumphierte Evenepoel zum zweiten Mal bei der Clásica San Sebastián, die er nach einem Solo über fast 45 Kilometer für sich entschied. Bei der Vuelta a España ging er im Anschluss als Kapitän an den Start und galt er nun neben dem Slowenen Primož Roglič als Top-Favorit auf den Gesamtsieg. Auf der 6. Etappe distanzierte er die anderen Gesamtklassement-Fahrer und übernahm erstmals das Rote Trikot. Mit seinem ersten Grand Tour-Etappensieg im Zeitfahren der 10. Etappe baute er seine Führung auf mehr als zweieinhalb Minuten aus, ehe er bei den Bergankünften der 14. und 15. Etappe Zeit gegenüber Primož Roglič einbüßte. Der Slowene kam jedoch auf der 16. Etappe zu Sturz und verließ die Rundfahrt, womit Remco Evenepoel mit einem weiteren Etappensieg seinen ersten Grand Tour-Gesamtsieg fixieren konnte. Schlussendlich gewann er die Spanien-Rundfahrt mit einem Vorsprung von zwei Minuten vor dem Spanier Enric Mas. Nur eine Woche nach der Vuelta a España ging Evenepoel bei den Straßenradsport-Weltmeisterschaften im australischen Wollongong an den Start und sicherte sich im Zeitfahren erneut die Bronzemedaille. Im Straßenrennen setzte er sich bereits 75 Kilometer vor dem Ziel mit einer größeren Gruppe ab, ehe er zwei Runden vor Schluss antrat und sich gemeinsam mit Alexei Luzenko absetzte. Wenig später distanzierte er den Kasachen im Anstieg des Mount Pleasant und krönte sich nach einem Solo über rund 25 Kilometer zum jüngsten Weltmeister des Straßenradsports seit Lance Armstrong.

### 2023: Weltmeistertitel im Einzelzeitfahren

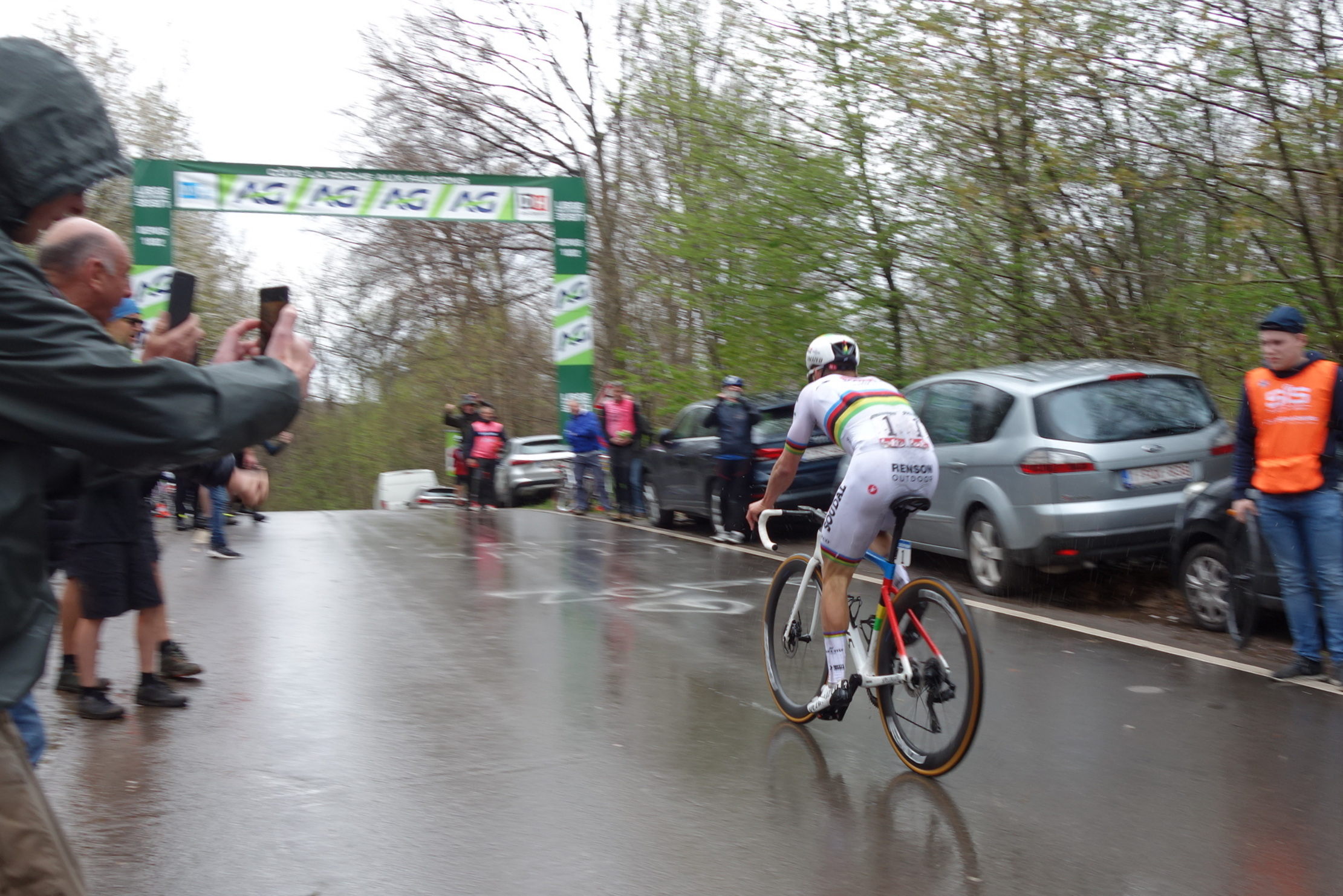
Im Trikot des Weltmeisters gewinnt Remco Evenepoel zum zweiten Mal Lüttich–Bastogne–Lüttich

Nach seinem ersten Grand-Tour-Sieg gab Remco Evenepoel erneut den Giro d’Italia als Ziel aus. Bei seinem Saison-Debüt als Weltmeister belegte er den sechsten Platz bei der Vuelta a San Juan. Im Anschluss ging er mit der UAE Tour und Katalonien-Rundfahrt bei zwei Etappenrennen der UCI WorldTour an den Start, wobei er erstere gewann und sich in Katalonien trotz zwei Etappensiegen dem Slowenen Primož Roglič geschlagen geben musste. Im April ging er zum zweiten Mal bei Lüttich–Bastogne–Lüttich an den Start und galt neben Tadej Pogačar als Top-Favorit. Der Slowenen kam jedoch in der frühen Rennphase zu Sturz und verließ das Rennen vorzeitig, ehe Remco Evenepoel erneut im Anstieg der Côte de la Redoute angriff. Einzig der Brite Thomas Pidcock konnte dem Belgier folgen, ehe auch dieser im Anstieg der Côte des Froges zurückfiel. Schlussendlich gewann Evenepoel das Rennen mit einem Vorsprung von etwas mehr als einer Minute. Zwei Wochen später ging Remco Evenepoel als Kapitän beim Giro d’Italia an den Start und gewann das 19,6 Kilometer lange Auftaktzeitfahren mit einem Vorsprung von 22 Sekunden vor dem zweifachen Zeitfahrweltmeister Filippo Ganna. Im Anschluss fuhr er drei Tage im Rosa Trikot, ehe er es kurzzeitig an den Ausreißer Andreas Leknessund abgeben musste. Auf der hügligen 8. Etappe verlor Evenepoel 14 Sekunden gegenüber Primož Roglič, Geraint Thomas und Tao Geoghegan Hart, übernahm jedoch tags drauf nach seinem Sieg im zweiten Einzelzeitfahren die Maglia Rosa. Wenige Stunden nach seinem Etappensieg wurde bei dem Belgier jedoch eine COVID-19-Infektion festgestellt, woraufhin er die Italien-Rundfahrt als Führender der Gesamtwertung bereits in der ersten Woche verließ.

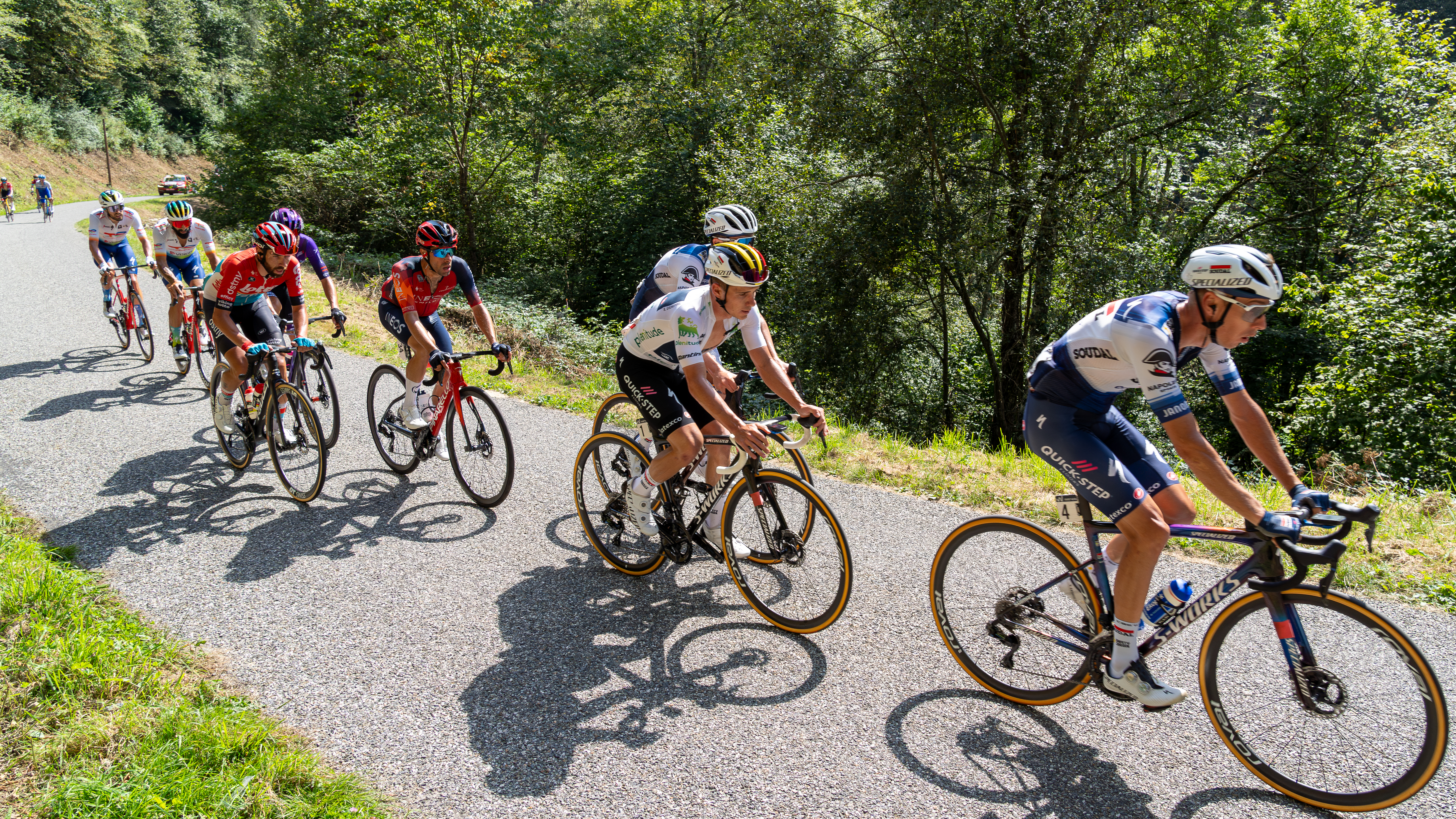
Auf der 13. Etappe der Vuelta a España 2023 wird Remco Evenepoel bereits früh im Anstieg des Col d’Aubisque distanziert

Nach seiner Genesung kehrte Evenepoel im Juni bei der Tour de Suisse ins Renngeschehen zurück. Bei dieser gewann er die vorletzte 7. Etappe, die nach dem tödlichen Sturz des Schweizers Gino Mäder jedoch nicht in die Gesamtwertung einfloss. Mit zwei zweiten Plätzen in den beiden Einzelzeitfahren, belegte Evenepoel schlussendlich den dritten Gesamtrang. In Vorbereitung auf die Weltmeisterschaften, wurde er im Anschluss erstmals nationaler Meister im Straßenrennen, wobei er als Vierter eine Medaille im Einzelzeitfahren verpasste. Wenige Tage später gewann er zum dritten Mal die Clásica San Sebastián, als er sich im Zwei-Mann-Sprint vor dem Spanier Pello Bilbao durchsetzte. Bei der Radsport-Weltmeisterschaft im schottischen Glasgow krönte sich Remco Evenepeol am 11. August im Alter von 23 Jahren zum jüngster Zeitfahrweltmeister der Geschichte, als er den 47,8 Kilometer langen Bewerb mit einem Vorsprung von 12 Sekunden vor Filippo Ganna gewann. Nach seinem Triumph im Vorjahr war er zudem nach dem Spanier Abraham Olano erst der zweite Fahrer, der den Weltmeistertitel im Einzelzeitfahren und Straßenrennen erringen konnte. Bei der Vuelta a España 2023 gewann Remco Evenepoel die 3. Etappe und übernahm das Rote Trikot. Auf der 13. Etappe fiel er jedoch bereits in der frühen Rennphase am Col d’Aubisque zurück und verlor viel Zeit in der Gesamtwertung. Im Anschluss konzentrierte er sich auf Tagessiege und gewann zwei weitere Etappen sowie die Bergwertung. Am Ende der Saison ging Evenepoel als Mitfavorit bei der Lombardei-Rundfahrt an den Start. Der Belgier konnte den Angriffen im Schlussanstieg jedoch nicht folgen und belegte schlussendlich den neunten Platz. Beim Chrono des Nations wurde er kurz darauf Zweiter hinter Joshua Tarling.

### 2024: Tour-de-France-Debüt und Doppel-Olympiasieg

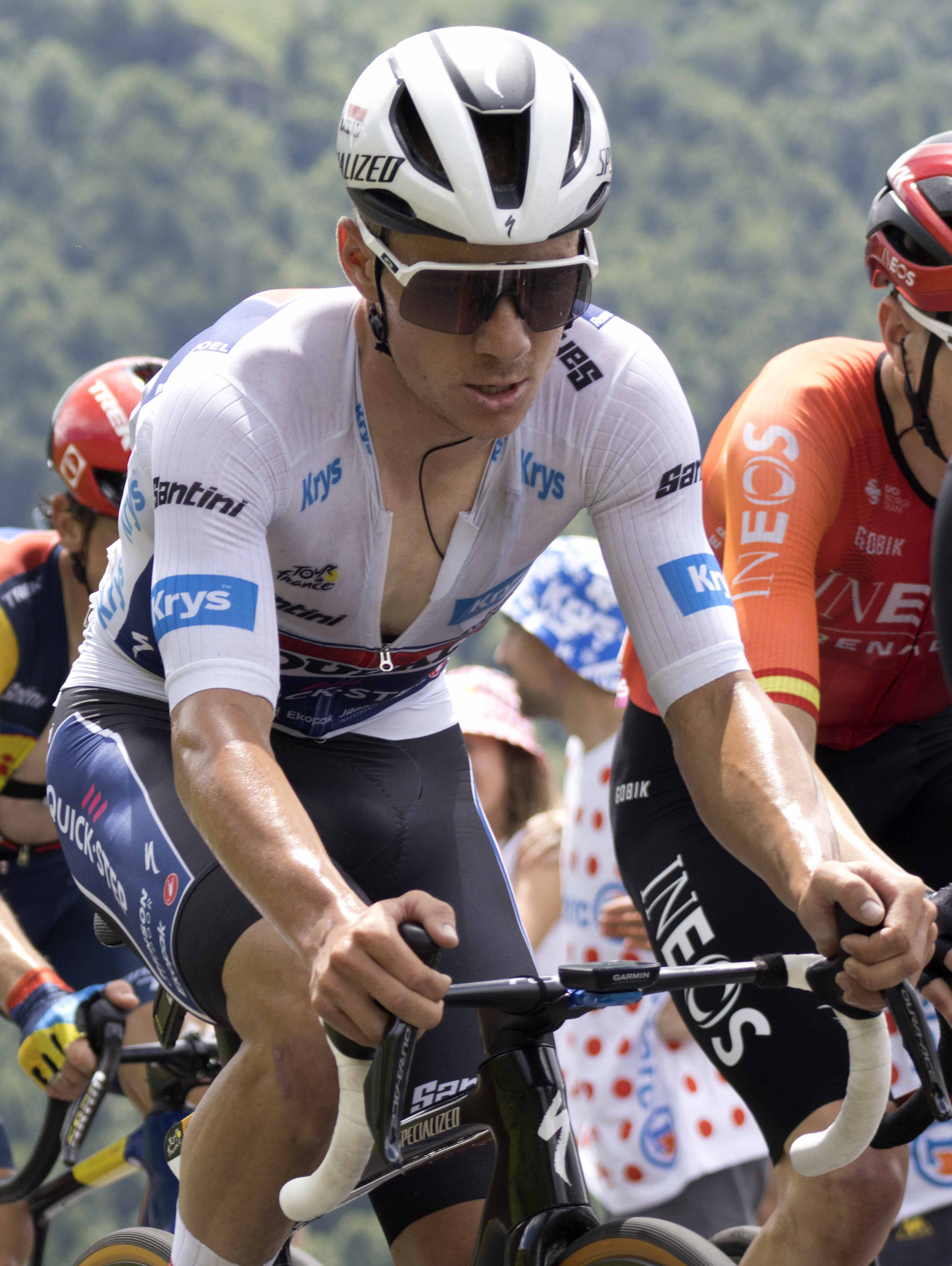
Remco Evenepoel wird als bester Nachwuchsfahrer Gesamtdritter der Tour de France 2024

Im Vorfeld der Saison 2024 stand eine Fusion der Mannschaften Soudal Quick-Step und Jumbo-Visma im Raum, wodurch Remco Evenepoel im selben Team wie der Tour-de-France-Sieger Jonas Vingegaard gefahren wäre. Weiters kam es immer wieder zu Spekulationen, die einen Wechsel des Belgiers zu den Ineos Grenadiers in Aussicht stellten. Nachdem die Fusion der beiden Mannschaften verworfen worden war, stand jedoch fest, dass Evenepoel seinen bis 2026 gültigen Vertrag nicht frühzeitig auflösen würde.
Bei seinem ersten Rennen des Jahres 2024, der Figueira Champions Classic, griff Remco Evenepoel rund 50 Kilometer vor dem Ziel an und gewann das portugiesische Eintagesrennen als Solist mit mehr als einer Minute Vorsprung. Bei der anschließenden Algarve-Rundfahrt legte er mit dem Sieg im Einzelzeitfahren den Grundstein für seinen ersten Gesamtsieg der Saison. Bei Paris–Nizza musste sich Evenepoel nur dem US-Amerikaner Matteo Jorgenson geschlagen geben, gewann jedoch die abschließende Etappe, sowie die Berg- und Punktewertung der Fernfahrt. Im April ging Evenepoel bei der Baskenland-Rundfahrt an den Start. Auf der vierten Etappe war er in einen Massensturz involviert, der sich in einer Abfahrt ereignete. Remco Evenepoel kam bei hoher Geschwindigkeit von der Straße ab, sprang mit seinem Rad über den angrenzenden Straßengraben und kam kurz darauf in einem nahegelegenen Waldstück zu Sturz. Der Belgier zog sich dabei Brüche des rechten Schlüsselbeins und des rechten Schulterblatts zu. Nach seiner Genesung bestritt er in Vorbereitung auf die Tour de France das Critérium du Dauphiné, wo er das Einzelzeitfahren gewann und die Gesamtführung übernahm. Auf den anschließenden Bergetappen konnte er den anderen Gesamtklassement-Fahrern jedoch nicht folgen und rutscht auf den siebten Rang ab. Bei seiner ersten Tour de France übernahm er am zweiten Tag die Führung in der Nachwuchswertung, ehe er das Einzelzeitfahren der 7. Etappe vor dem gesamtführenden Tadej Pogačar gewann. Im Alter von 24 Jahren und 162 Tage, war er damit der viertjüngste Fahrer, der bei jeder Grand Tour mindestens eine Etappe gewinnen konnte. Auf der 9. Etappe griff er rund 70 Kilometer vor dem Ziel in einem Schotterabschnitt an und konnte sich gemeinsam mit Tadej Pogačar und Jonas Vingegaard von den restlichen Gesamtklassement-Fahrern absetzen. Da Vingegaard sich im Anschluss jedoch nicht an der Führungsarbeit beteiligte, wurde das Trio wenig später wieder eingeholt. Nach der Etappe kritisierte Remco Evenepoel die Fahrweise des Vorjahressiegers und meinte, dass sie an jenem Tag das Podium fixieren hätten können. Nach dem Ausscheiden von Primož Roglič präsentierte sich Remco Evenepoel in den Pyrenäen hinter Tadej Pogačar und Jonas Vingegaard als drittstärkster Fahrer und baute seine Führung in der Nachwuchswertung aus. Nach den Alpen-Etappen fixierte er im Abschlusszeitfahren seinen dritten Gesamtrang. Sein Rückstand auf den Gesamtsieger Tadej Pogačar betrug schlussendlich neun Minuten und 18 Sekunden.

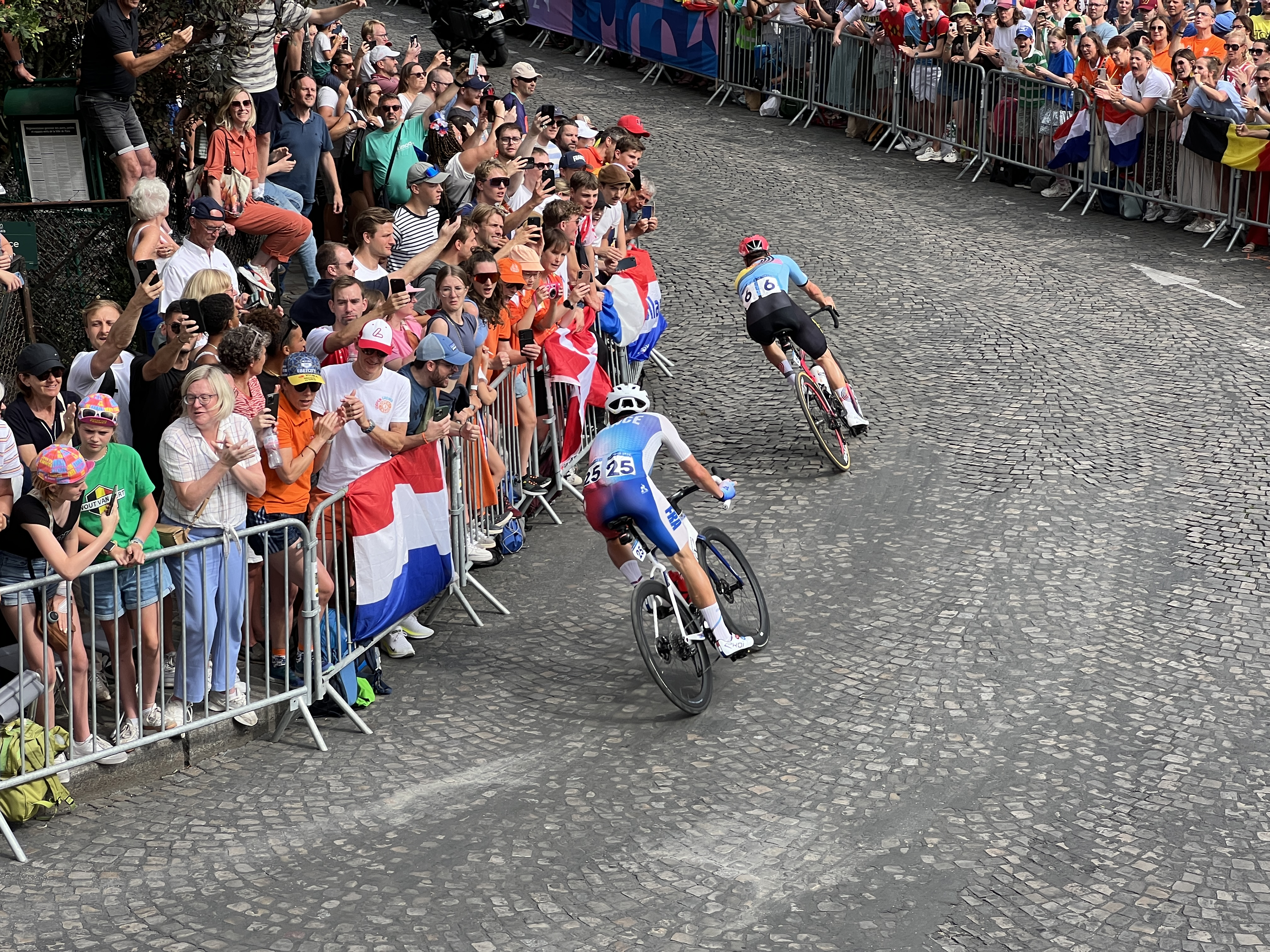
In Paris krönt sich Evenepoel zum ersten Doppel-Olympiasieger des Straßenradsports

Nur eine Woche nach der Tour de France ging Remco Evenepoel bei den Olympischen Sommerspielen von Paris an den Start und gewann am 27. Juli die Goldmedaille im Einzelzeitfahren. Er setzte sich dabei mit einem Vorsprung von 14 Sekunden vor dem Italiener Filippo Ganna durch. Wenige Tage später ging er auch im Straßenrennen an den Start und konnte sich auf dem finalen Rundkurs am Montmartre rund 38 Kilometer vor dem Ziel von den restlichen Favoriten absetzen. Während sich die Klassiker-Spezialsiten Mathieu van der Poel und Wout van Aert neutralisierten, schloss er zu dem Franzosen Valentin Madouas auf, der als letzter Ausreißer an der Spitze des Rennens verblieben war. Diesen distanzierte er rund 21 Kilometer vor dem Ziel und nahm die finale Phase so als Solist in Angriff. Nachdem er einen Vorsprung von mehr als einer Minute herausgefahren hatte, musste er vier Kilometer vor dem Ziel sein Rad wegen eines Platten wechseln und fixierte dennoch wenig später seine zweite olympische Goldmedaille. Mit 24 Jahren krönte er sich somit zum ersten Straßenradsportler, der das Zeitfahren und Straßenrennen bei den Olympischen Spielen gewinnen konnte.  Am Ende der Saison bestritt Evenepoel die Tour of Britain, ehe er zu den Straßenradsport-Weltmeisterschaften von Zürich reiste. Im Einzelzeitfahren setzte er sich mit einem Vorsprung von nur sechs Sekunden vor dem Italiener Filippo Ganna durch, womit er seinen Titel verteidigte und zum dritten Mal in Folge eine Goldmedaille bei den Weltmeisterschaften holte. Im Straßenrennen konnte er einer frühen Attacke des Slowenen Tadej Pogačar nicht folgen, der sich nach einem langen Solo zum Weltmeister krönte. Remco Evenepoel belegte im Kampf um die weiteren Plätze den Fünften Rang, wobei er sich im Sprint um die Bronzemedaille geschlagen geben musste. Bei seinem letzten Saisonrennen wurde er mit einem Rückstand von mehr als drei Minuten hinter Tadej Pogačar Zweiter der Lombardei-Rundfahrt.

### 2025: Sturz in der Saisonvorbereitung, Ausstieg bei der Tour-de-France
Am 3. Dezember 2024 kollidierte Remco Evenepoel bei einer Trainingsausfahrt mit einer geöffneten Autotür und zog sich dabei Frakturen an einer Rippe, dem rechten Schulterblatt und seiner rechten Hand zu. Zudem erlitt er eine Lungenprellung und eine Luxation des Schlüsselbeins. Als Saisonstart gab er die Ardennen-Klassiker an, wobei bislang nur sein Start bei der Tour de Romandie bestätigt wurde. Am 18. April gab er sein Saison-Debüt beim Pfeil von Brabant, wo er sich im Zwei-Mann-Sprint vor seinem Landsmann Wout van Aert durchsetzte. Zuvor hatte Remco Evenepoel mit einem Angriff rund 50 Kilometer vor dem Ziel für die Vorentscheidung gesorgt. Im April 2025 gab er seine Konversion zum Islam bekannt. Beim Amstel Gold Race schloss er im Finale gemeinsam mit dem Dänen Mattias Skjelmose Jensen die Lücke zu dem Weltmeister Tadej Pogačar, der sich bereits 45 Kilometer vor dem Ziel absetzt hatte. Nachdem er den Großteil der Nachführarbeit verrichtet hatte, belegte er im Drei-Mann-Sprint jedoch nur den dritten Rang. Wenige Tage später gab er sein Debüt beim Flèche Wallonne, wo er Tadej Pogačar im steilen Schlussanstieg der Mur de Huy nicht folgen konnte und letztendlich Neunter wurde. Zum Abschluss der Ardennen-Klassiker verpasste er als 59. ein Top-Resultat bei Lüttich–Bastogne–Lüttich. Ende April ging Evenepoel bei der Tour de Romandie an den Start, wo er den fünften Gesamtrang belegte und das Abschlusszeitfahren von Genf gewann. In Vorbereitung auf die Tour de France gewann er auch das Einzelzeitfahren des Critérium du Dauphiné, wobei er sich souverän vor Jonas Vingegaard, Matteo Jorgenson und Tadej Pogačar durchsetzte.
Bei der Tour de France galt Evenepoel als einer der aussichtsreichsten Herausforderer des Vorjahressiegers Pogačar. Evenpoel verlor allerdings schon in der ersten Etappe 39 Sekunden auf die Konkurrenz im Gesamtklassement. Mit dem Einzelzeitfahren der 5. Etappe konnte Evenepoel daraufhin einen Etappensieg einfahren, mit dem er den zweiten Platz der Gesamtwertung übernahm. Diesen musste er auf der 10. Etappe, der ersten Hochgebirgsetappe der Tour, wieder abgeben. Nach der 12. Etappe zum Hautacam hatte er dann bereits mehr als vier Minuten Rückstand auf den Gesamtführenden Pogačar. Nachdem er auch im Bergzeitfahren von Peyragudes nicht überzeugen hatte können, gab Evenepoel die Tour de France auf der 14. Etappe im Anstieg des Col du Tourmalet auf.
Am 5. August wurde der Wechsel von Remco Evenepoel zum deutschen Team Red Bull-Bora-hansgrohe bekanntgegeben. Somit löste er seinen bis 2026 laufenden Vertrag bei Soudal Quick-Step frühzeitig auf, wobei die Medien von einer Ablösesumme von rund 2 Millionen Euro berichteten. Dem Wechsel von Evenepoel ging dabei eine Umstrukturierung in der Red Bull-Bora-hansgrohe Mannschaft voraus, wobei der frühere belgische Nationaltrainer Sven Vanthourenhout mit 1. August die Rolle der sportlichen Leitung übernahm.

## Erfolge
2017
- eine Etappe und Punktewertung Aubel-Thimister-Stavelot
- La Route des Géants
- La Philippe Gilbert juniors

2018
- Kuurne–Brüssel–Kuurne (Junioren)
- Guido Rexbrouck Classic
- Gesamtwertung, zwei Etappen, Punktewertung und Bergwertung Course de la Paix Juniors
- Gesamtwertung, eine Etappe und Punktewertung Trophée Centre Morbihan
- Belgischer Junioren-Meister – Einzelzeitfahren, Straßenrennen (Junioren)
- Gesamtwertung, zwei Etappen, Punktewertung und Bergwertung Grand Prix Général Patton
- Europameister – Einzelzeitfahren, Straßenrennen (Junioren)
- Gesamtwertung, eine Etappe, Punktewertung und Bergwertung Aubel-Thimister-Stavelot
- Gesamtwertung, drei Etappen, Punktewertung und Bergwertung Giro della Lunigiana
- Weltmeister – Einzelzeitfahren, Straßenrennen (Junioren)
- Chrono des Nations (Junioren)

2019
- Nachwuchswertung Vuelta a San Juan Internacional
- Hammer Sprint Hammer Stavanger
- Gesamtwertung, Hammer Sprint und Hammer Climb Hammer Limburg
- Gesamtwertung, eine Etappe und Punktewertung Belgien-Rundfahrt
- eine Etappe Adriatica Ionica Race
- Clásica San Sebastián
- Europameister – Einzelzeitfahren
- Weltmeisterschaft – Einzelzeitfahren

2020
- Gesamtwertung, eine Etappe und Nachwuchswertung Vuelta a San Juan Internacional
- Gesamtwertung, zwei Etappen und Nachwuchswertung Algarve-Rundfahrt
- Gesamtwertung, eine Etappe und Nachwuchswertung Burgos-Rundfahrt
- Gesamtwertung und eine Etappe Polen-Rundfahrt

2021
- Gesamtwertung und eine Etappe Belgien-Rundfahrt
- Gesamtwertung, zwei Etappen und Nachwuchswertung Dänemark-Rundfahrt
- Druivenkoers
- Weltmeisterschaft – Einzelzeitfahren
- Coppa Bernocchi

2022
- eine Etappe und Nachwuchswertung Valencia-Rundfahrt
- Gesamtwertung, eine Etappe und Nachwuchswertung Algarve-Rundfahrt
- Lüttich–Bastogne–Lüttich
- Belgischer Meister – Einzelzeitfahren
- Clásica San Sebastián
- Gesamtwertung, zwei Etappen  und Nachwuchswertung Vuelta a España
- Weltmeisterschaft – Einzelzeitfahren
- Weltmeister – Straßenrennen

2023
- Gesamtwertung, Nachwuchswertung und Mannschaftszeitfahren UAE Tour
- zwei Etappen, Bergwertung und Nachwuchswertung Katalonien-Rundfahrt
- Lüttich–Bastogne–Lüttich
- zwei Etappen Giro d’Italia
- eine Etappe Tour de Suisse
- Belgischer Meister – Straßenrennen
- Clásica San Sebastián
- Weltmeister – Einzelzeitfahren
- drei Etappen,  Bergwertung und  kämpferischster Fahrer Vuelta a España

2024
- Figueira Champions Classic
- Gesamtwertung und eine Etappe Algarve-Rundfahrt
- eine Etappe, Punktewertung und Bergwertung Paris–Nizza
- eine Etappe Critérium du Dauphiné
- Nachwuchswertung und eine Etappe Tour de France
- Olympische Spiele – Einzelzeitfahren
- Olympische Spiele – Straßenrennen
- Weltmeister – Einzelzeitfahren

2025
- Pfeil von Brabant
- eine Etappe Tour de Romandie
- eine Etappe Critérium du Dauphiné
- Belgischer Meister – Einzelzeitfahren
- eine Etappe Tour de France

## Wichtige Platzierungen
| Grand Tour            | 2019 | 2020 | 2021 | 2022 | 2023 | 2024 | 2025 |
| --------------------- | ---- | ---- | ---- | ---- | ---- | ---- | ---- |
| Giro d’ItaliaGiro     | –    | –    | DNF  | –    | DNF  | –    | –    |
| Tour de FranceTour    | –    | –    | –    | –    | –    | 3    | DNF  |
| Vuelta a EspañaVuelta | –    | –    | –    | 1    | 12   | –    |      |

| Weltmeisterschaft        | 2019 | 2020 | 2021 | 2022 | 2023 | 2024 |
| ------------------------ | ---- | ---- | ---- | ---- | ---- | ---- |
| StraßenrennenStraße      | DNF  | –    | 62   | 1    | 25   | 5    |
| EinzelzeitfahrenEZF      | 2    | –    | 3    | 3    | 1    | 1    |
| MannschaftszeitfahrenMZF | –    | –    | –    | –    | –    | –    |

| Monument                 | 2019 | 2020 | 2021 | 2022 | 2023 | 2024 | 2025 |
| ------------------------ | ---- | ---- | ---- | ---- | ---- | ---- | ---- |
| Mailand–Sanremo          | –    | –    | –    | –    | –    | –    | –    |
| Flandern-Rundfahrt       | –    | –    | –    | –    | –    | –    | –    |
| Paris–Roubaix            | –    | –    | –    | –    | –    | –    | –    |
| Lüttich–Bastogne–Lüttich | –    | –    | –    | 1    | 1    | –    | 59   |
| Lombardei-Rundfahrt      | –    | DNF  | 19   | –    | 9    | 2    |      |

## Preise und Auszeichnungen
- Kristall Fahrrad – Bester junger Radrennfahrer: 2018[90]
- Belgisches Nachwuchstalent 2018[91]
- Belgischer Sportler des Jahres: 2019,[92] 2022[93], 2023
- Kristall Fahrrad – Bester Radrennfahrer: 2019,[94] 2022[95]
- Flandrien-Trofee: 2022[96]
- Belgischer Nationaler Sportverdienstpreis: 2022[97]
- Vélo d’Or: 2022[98]
- Flämischer Riese: 2022[99]
- Flämisches Sportjuwel: 2022[100]

Eine Statue auf dem Berg Fóia in Portugal erinnert an den Sieg von Evenepoel auf der 2. Etappe der Volta ao Algarve 2020. Nach seinem doppelten Olympiasieg 2024 wurde Evenepoel in einer von der Zeitung Het Laatste Nieuws und dem Fernsehsender VTM Nieuws organisierten Abstimmung, wie bereits 2022, zum „Belgier des Jahres“ ausgerufen.